# Бенуа, Мариуш
Ма́риуш Бенуа́ (пол. Mariusz Benoit, род. 23 ноября 1950, Вроцлав, Польша) — польский актёр театра, кино, радио и телевидения, театральный режиссёр и педагог.

## Биография
Мариуш Бенуа родился во Вроцлаве в семье актёров Людвика Бенуа (1920—1992) и Марии Збышевской (1925—1985). Дебютировал в кино в детстве — в 1961 году. Актёрское образование получил в киношколе в Лодзи, которую окончил в 1974 году. Актёр театров в Варшаве: Всеобщий театр (1974—1990 и 2005—2007), Национальный театр (1997—2001), «Розмаитости» (2001—2005), Драматический театр (2009—2011). Преподаватель театральной академии им. А. Зельверовича в Варшаве с 1982 года. Выступает в спектаклях «Театра телевидения» с 1975 года и «Театра Польского радио» с 1985 года.

## Избранная фильмография
- 1961 — Битва за Козий двор / Bitwa o Kozi Dwór
- 1962 — О тех, кто украл Луну / O dwóch takich, co ukradli księżyc
- 1964 — Агнешка 46[пол.] / Agnieszka 46
- 1977 — Последний круг /  Ostatnie okrążenie[пол.] (пол.)
- 1980 — Королева Бона[пол.] / Królowa Bona
- 1981 — Большой пикник / Wielka majówka
- 1983 — Предназначение[пол.] / Przeznaczenie
- 1983 — Привидение[пол.] / Widziadło
- 1984 — О-би, О-ба. Конец цивилизации / O-bi, O-ba: Koniec cywilizacji
- 1985 — Медиум / Medium
- 1986 — Га, га. Слава героям / Ga, ga. Chwała bohaterom
- 1986 — Предупреждения / Zmiennicy
- 1987 — Юный волшебник / Cudowne dziecko
- 1988 — Мастер и Маргарита / Mistrz i Małgorzata
- 1989 — Алхимик / Alchemik
- 1992 — Выброшенные из жизни / Zwolnieni z życia
- 2000 — Без жалости / Nie ma zmiłuj
- 2010 — Мистификация / Mistyfikacja
- 2011 — 80 миллионов / 80 milionów

## Признание
- 1988 — Серебряный Крест Заслуги.
- 1996 — Заслуженный деятель культуры Польши.
- 2006 — «Wielki Splendor» — приз «Польского радио» лучшему актёру радиопостановок.
- 2011 — Кавалерский крест Ордена Возрождения Польши.